# Sainte-Geneviève-lès-Gasny
Sainte-Geneviève-lès-Gasny ist eine französische Gemeinde mit 648 Einwohnern (Stand 1. Januar 2022) im Département Eure in der Region Normandie (vor 2016 Haute-Normandie). Sie  gehört zum Arrondissement Les Andelys und zum Kanton Vernon. Die Einwohner werden Génovéfains genannt.

## Geografie
Sainte-Geneviève-lès-Gasny liegt am Fluss Epte und grenzt an das Département Yvelines. Umgeben wird Sainte-Geneviève-lès-Gasny von den Nachbargemeinden Bois-Jérôme-Saint-Ouen im Norden, Gasny im Norden und Osten, Gommecourt im Südosten, Limetz-Villez im Süden und Südwesten sowie Giverny im Westen.

## Bevölkerungsentwicklung

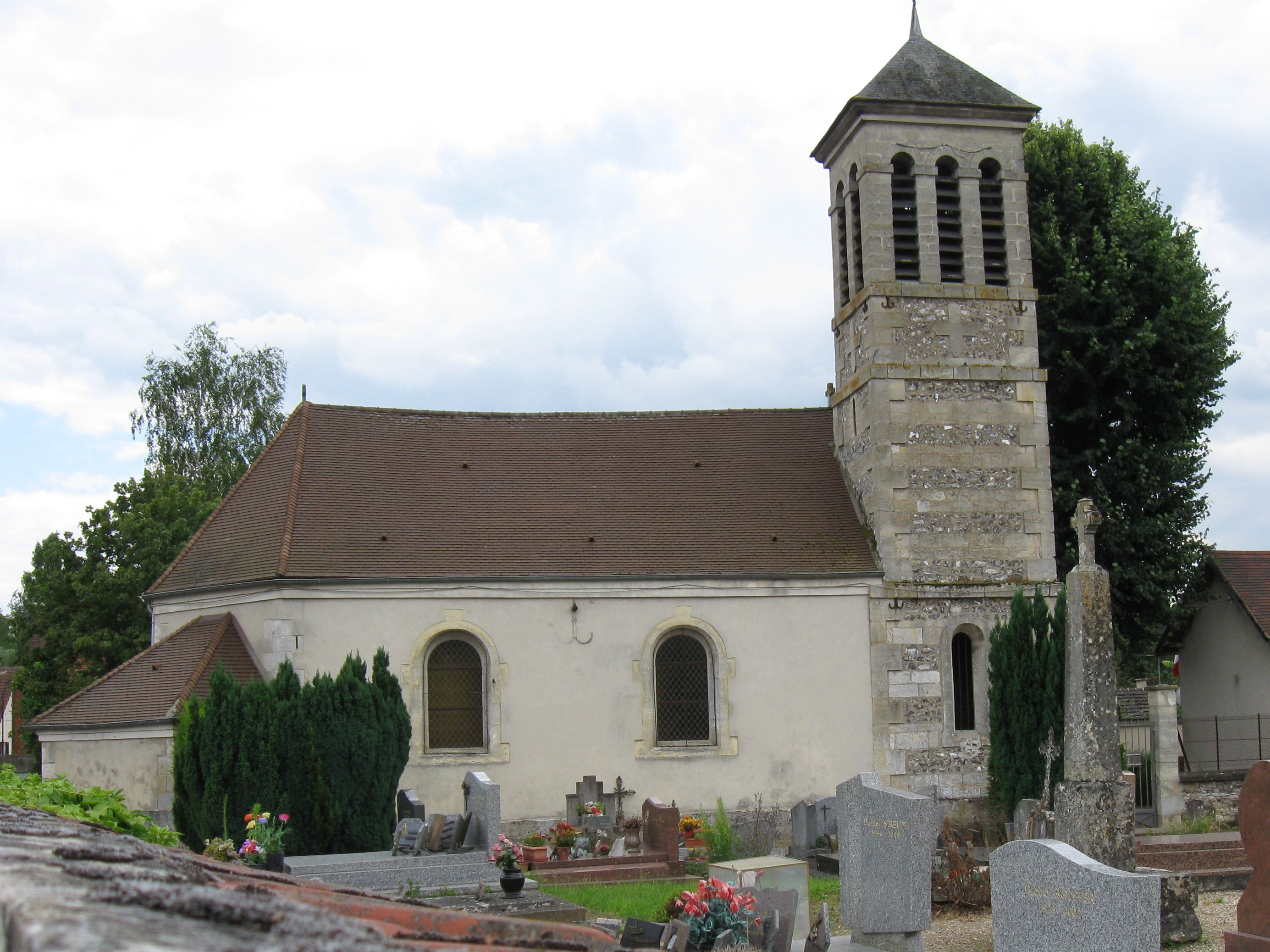
Kirche Sainte-Geneviève

| 1962                      | 1968 | 1975 | 1982 | 1990 | 1999 | 2006 | 2013 |
| ------------------------- | ---- | ---- | ---- | ---- | ---- | ---- | ---- |
| 191                       | 184  | 298  | 387  | 732  | 698  | 641  | 671  |
| Quelle: Cassini und INSEE |      |      |      |      |      |      |      |